# Mid Point
La stazione antartica di ricerca Mid Point è una stazione meteorologica italiana nel territorio dell'Antartide.
La stazione è costituita da un iglù costruito con materiali sintetici, con all'interno una stazione meteorologica completamente automatizzata e un radiofaro NDB, che trasmette continuamente un segnale identificativo  per i radiogoniometri del volo IFR.
Mid point è utilizzata anche come deposito di carburante e cibo per poter rifornire i trasporti aerei tra le stazioni Mario Zucchelli e Concordia.